# Líneas Aéreas Canedo
Líneas Aéreas Canedo (LAC) fue una aerolínea chárter boliviana fundada en 1992 con sede en Cochabamba, Bolivia. Operaba vuelos chárter y el traslado de pasajeros dentro del país.

## Historia
La aerolínea fue establecida en 1992 por el capitán Rolando Canedo, de ahí nació su nombre. El objetivo de la aerolínea era ofrecer vuelos chárter y mejorar la conectividad de áreas dentro del país, donde ninguna otra aerolínea comercial podría llegar. La aerolínea se centró en proporcionar un servicio aéreo asequible y confiable, particularmente en rutas que no eran atractivas para las aerolíneas más grandes.
A pesar de alcanzar ciertos logros al inicio, la aerolínea enfrentó problemas económicos y operativos sue llevaron a la aerolínea a la uspensión de sus operaciones en 1997. Después de su cierre, varios de sus aviones quedaron almacenados en Cochabamba.[cita requerida]

### Colaboración con Aerosur

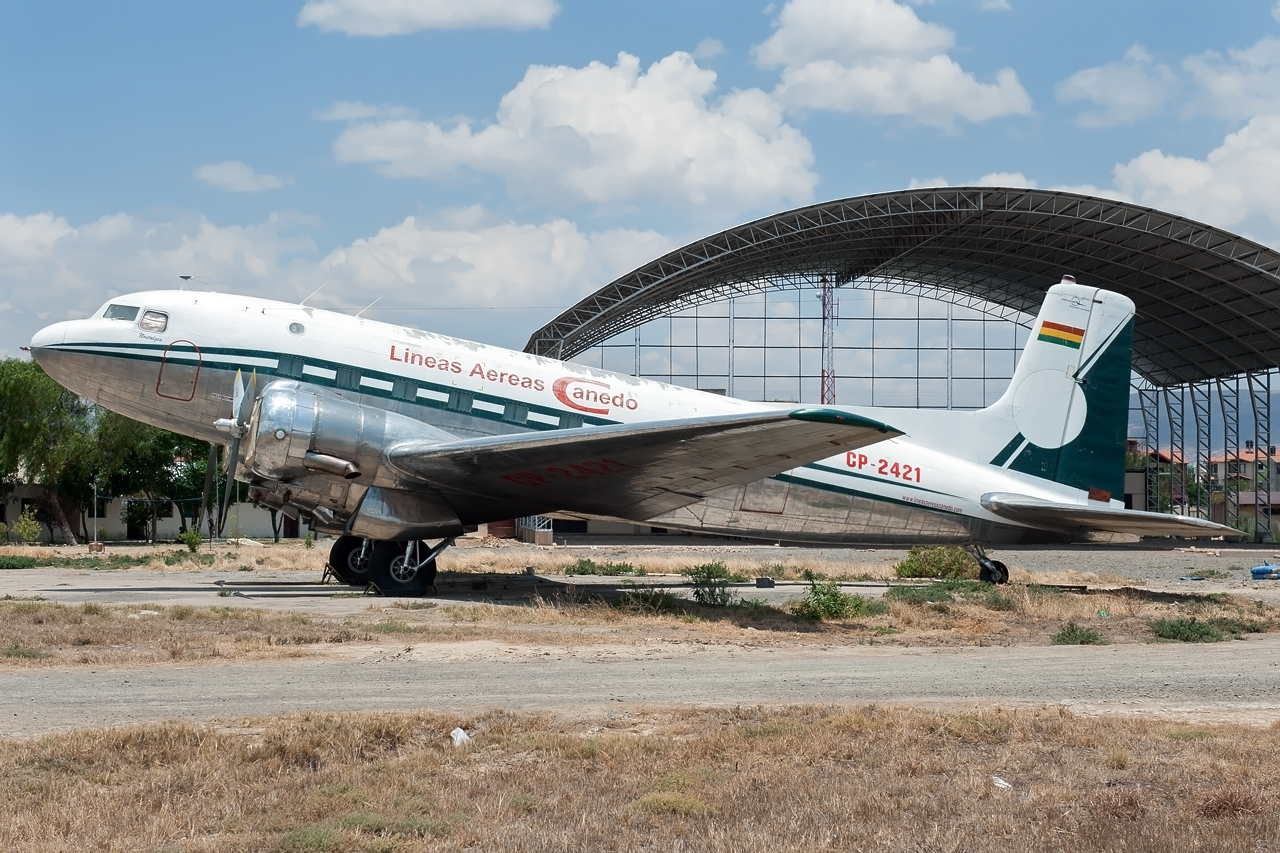
CP-2421, el avión utilizado para los vuelos turísticos de Aerosur.

Líneas Aéreas Canedo y la aerolínea Aerosur establecieron una colaboración desde noviembre de 2007 hasta 2012. Esta alianza permitió a Aerosur operar vuelos turísticos especiales utilizando aeronaves restauradas de LAC al nombre de Aerosur, la única aeronave utilizada fue un Douglas DC-3 con matrícula CP-2421. Estos vuelos, conocidos como "vuelos nostálgicos", ofrecían a los pasajeros una experiencia única, combinando el encanto de la aviación vintage con destinos turísticos destacados de Bolivia, como el Salar de Uyuni y Rurrenabaque.

## Destinos
Aunque LAC no contaba con una red de rutas fijas como las aerolíneas convencionales, sus destinos más habituales eran:[cita requerida]
- La Paz – Aeropuerto Internacional El Alto
- Cochabamba – Aeropuerto Internacional Jorge Wilstermann
- Santa Cruz de la Sierra – Aeropuerto Internacional Viru Viru
- Sucre – Aeropuerto Internacional de Alcantarí
- Tarija – Aeropuerto Capitán Oriel Lea Plaza
- Potosí – Aeropuerto Capitán Nicolás Rojas
- Cobija – Aeropuerto Capitán Aníbal Arab
- Trinidad – Aeropuerto Teniente Jorge Henrich Arauz
- Riberalta – Aeropuerto Capitán Av. Selin Zeitun López
- Rurrenabaque - Aeropuerto Rurrenabaque

Además de estos destinos principales, LAC también realizó vuelos a localidades más pequeñas y apartadas de Bolivia.[cita requerida]

## Flota
Líneas Aéreas Canedo operó los siguientes modelos:
- Curtiss C-46 Commando: LAC operó al menos una unidad de este modelo, registrada como CP-973. Este modelo fue restaurado en 2009 para que operarara un vuelo especial debido a los 70 años de aniversario del primer vuelo de un Curtiss C-46 boliviano.[5]
- Douglas C-117D: LAC operó una unidad registrada como CP-2421. En 2007-2012, fue apodada como "Nostalgia", y la líbrea estaba bajo el nombre de AeroSur. Esta aeronave fue restaurada y utilizada para vuelos turísticos dentro de Bolivia.[6]
- Convair C-131 Samaritan: LAC incorporó dos unidades de este modelo: CP-2236 y CP-2237. El segundo fue entregado a Rovos Air[¿cuándo?] y rematriculado como ZS-BRV, pero se estrelló en 2018 en un vuelo de prueba debido a una falla de motor.[7]